# Теорема Слуцького
Теоре́ма Слу́цького — твердження в теорії ймовірностей про деякі алгебраїчні властивості збіжності за розподілом випадкових величин. Названа на честь економіста і математика Євгена Слуцького. Іноді також називається теоремою Крамера.

## Формулювання
Нехай заданий ймовірнісний простір {\displaystyle (\Omega ,{\mathcal {F}},\mathbb {P} )}, і {\displaystyle X_{n},Y_{m}:\Omega \to \mathbb {R} ,\,n,m\in \mathbb {N} } — випадкові величини. Тоді якщо
{\displaystyle X_{n}\to ^{\!\!\!\!\!\!\!{\mathcal {D}}}X},
де {\displaystyle X:\Omega \to \mathbb {R} } — випадкова величина, і
{\displaystyle Y_{m}\to ^{\!\!\!\!\!\!\mathbb {P} }c},
де {\displaystyle c\in \mathbb {R} } — деяка константа, то
- {\displaystyle X_{n}+Y_{n}\to ^{\!\!\!\!\!\!\!{\mathcal {D}}}X+c}
- {\displaystyle X_{n}\cdot Y_{n}\to ^{\!\!\!\!\!\!\!{\mathcal {D}}}c\cdot X}.

Якщо також {\displaystyle c\neq 0} то:
- {\displaystyle Y_{n}^{-1}X_{n}\ {\xrightarrow {d}}\ c^{-1}X}

## Узагальнення
При тих же умовах на послідовності випадкових величин {\displaystyle X_{n},Y_{m}} для неперервної функції {\displaystyle f:\mathbb {R} ^{2}\to \mathbb {R} } виконується рівність:
{\displaystyle f(X_{n},Y_{n})\to ^{\!\!\!\!\!\!\!{\mathcal {D}}}f(X,c)}.